# 존 워 이글
존 워 이글(John War Eagle, 1901년 6월 8일 ~ 1991년 2월 7일)은 영국의 배우, 텔레비전 배우이다.
레스터셔주에서 태어났으며 로스앤젤레스에서 사망하였다.

## 영화
- 이오지마의 영웅 (1961년)
- 라라미에서 온 사나이 (1955년)
- 디즈니랜드 (1954년)
- 라스트 아웃포스트 (1951년)